# Монца (футбольный клуб)
«Мо́нца» — итальянский профессиональный футбольный клуб из одноимённого города, выступающий в Серии А. Основан в 1912 году. Домашние матчи проводит на стадионе «Бриантео», вмещающем 18 568 зрителей.

## История

### Первые годы (1912—1927)

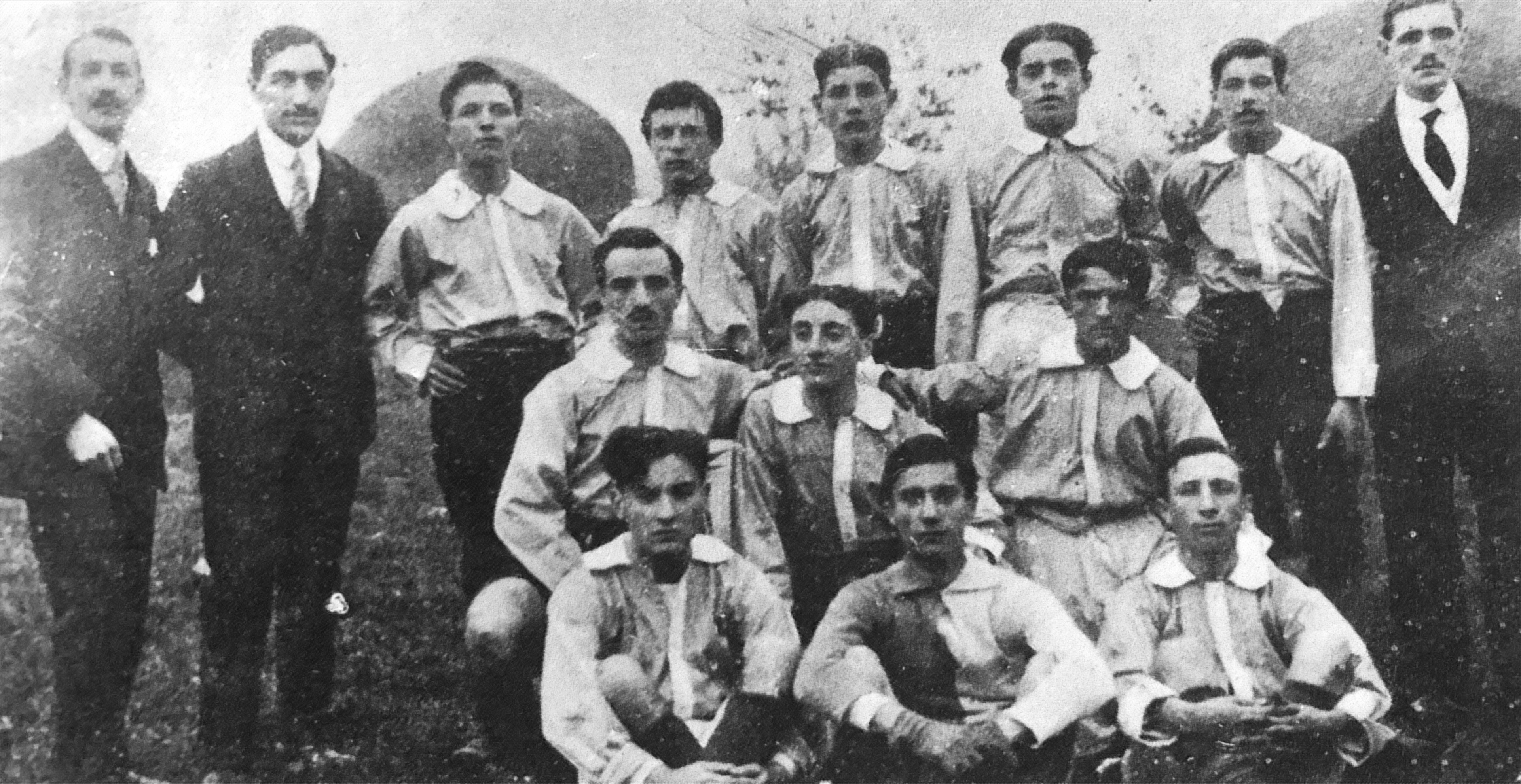
Игроки «Монцы» в 1912 году

Футбольный клуб «Монца» был основан 1 сентября 1912 года в траттории Cappello Vecchio в результате объединения двух коллективов из Монцы: Про Италия и Про Монца. Штаб руководства клуба изначально располагался в одной из кофеен на Римской площади города. Форма команды на заре существования была сине-белой. Первую игру коллектив провёл против одного из миланских клубов, а дебютной победы футболисты добились 20 сентября 1912 года, взяв верх над «Ювентус Италия». В начале 1913 года клуб завоевал первый трофей (Кубок Колли), в финале переиграв «Саронне» со счётом 3:2.
В ноябре 1913 года «Монца» и местный «Ювентус» объединились; клуб стал называться Associazione Calcio Monza. В сезоне 1913/1914 «Монца» заявилась для учатсия в Третью категорию (итал. Terza Ctaegoria) — третью на тот момент по уровню лигу Италии. 4 января 1914 года команда провела первый матч в ней, уступив на своём поле «Фанфулле». В следующем сезоне клуб выступал в лиге «Промоционе» (итал. Promozione) (второй уровень) и занял последнюю строчку в своей группе. После начала Первой мировой войны итальянские команды лишились многих футболистов, призванных на службу, но «Монца» смогла продолжить тренировочный процесс благодаря молодым игрокам, оставшимся в команде.
В период с 1915 по 1918 официальные турниры из-за боевых действий не проводились. В 1919 году соревнования возобновились, и «Монца» приняла участие в Промоционе 1919/1920 Выиграв свою группу, клуб вышел в финал, где, однако, уступил «Тревильезе» со счётом 1:2. Тем не менее, решением Итальянской федерации футбола команда была переведена в высший дивизион, носивший в то время название Прима Категория. В 1919 году «Монца» встречалась со сборной военнослужащих Чехословакии, матч завершился вничью, 1:1.
В дебютном сезоне в высшей лиге «Монца» попала в подгруппу к «Милану», «Кремонезе» и «Про Патрии». В первом матче клуб уступил «Милану» 1:4, единственный гол забил Франческо Манделли. В следующих турах футболисты также не смогли набрать очков и, соответственно, заняли последнее место в квартете. В сезоне 1921/22 «Монца» заняла вторую строчку в группе. За этим последовала реструктуризация системы лиг, и клуб был переведён во Второй дивизион. В сезоне 1925/26 «Монца» вылетела в третью лигу, но уже через год вернулась на прежние позиции.

### Смена цветов и выход в Серию Б (1927—1953)

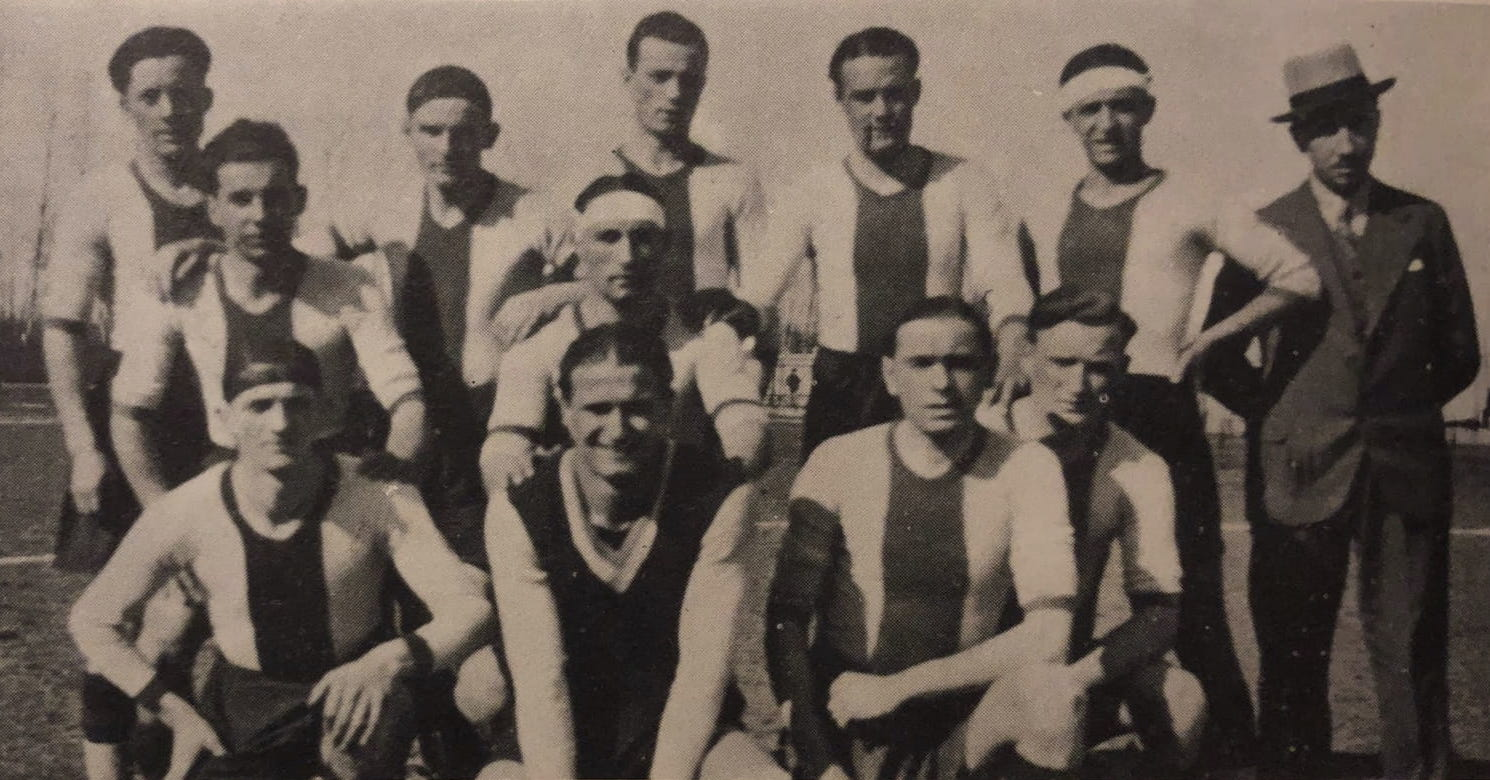
С 1932 года красно-белая форма стала основной для «Монцы»

В 1930 году Федерация футбола изменила статус Первого дивизиона, где в то время играла «Монца», сделав его третьим по уровню турниром. В 1935 году после очередной реформы соревнование стало называться Серией C. Перед сезоном 1932/33 «Монца» представила красно-белую форму. Эти цвета стали традиционными для клуба. В связи с этим за командой закрепилось прозвище «бьянкоросси» (итал. i biancorossi), что в переводе означает бело-красные. В сезоне 1933/1934 клуб занял первое место в таблице и получил право побороться за выход в Серию Б в мини-турнире, но в нём не добился успеха, заняв четвёртое место. В сезоне 1939/40 «Монца» вышла в четвертьфинал Кубка Италии, где уступила коллективу из Серии А «Дженоа». Это был первый случай в истории, когда команда из Серии С добралась до этой стадии розыгрыша.
Из-за Второй мировой войны футбольная жизнь Италии остановилась на несколько лет. После возобновления соревнований «Монца» продолжила выступать в Серии С. В сезоне 1946/47 «бьянкоросси» заняли третье место в мини-турнире за право повышения в классе. Перед сезоном 1950/51 команда, тренируемая в то время олимпийским чемпионом Берлина Аннибале Фросси, усилилась сильными футболистами. 4 июня в предпоследнем матче Серии С против «Омегны» «Монца» одержала победу 1:0 благодаря реализованному пенальти Карло Коломбетти и вышла в Серию Б.
В первом матче в Серии Б «Монца» разошлась миром с «Сиракузой» (1:1). Команда с трудом избежала вылета, лишь в последней игре сезона обеспечив себе место в лиге на следующий день, победив «Пиомбино» со счётом 2:1. Несмотря на такой результат, в следующем сезоне «бьянкоросси» неожиданно заняли четвёртую строчку в таблице, отстав от второго места, дававшего право прямого повышения в классе, всего на три очка.

### «Монца-Симменталь» (1955—1967)
В июле 1955 года «Монца» объединилась с клубом Первого дивизиона (шестой уровень) «Симменталь», которым владела одноимённая компания по производству пищевых продуктов, и сменила название на «Монца-Симменталь». Президентом клуба стал владелец компании «Симменталь» Клаудио Сада. Объединение способствовало более активной работе на трансферном рынке. Матч «бьянкоросси» против «Вероны» 8 октября 1955 года был показан по итальянскому телевидению — эта игра стала первой в Италии, которую транслировали по ТВ. В первом сезоне после слияния клуб занял третье место в таблице. В следующие годы команда то демонстрировала хорошие результаты (четвёртое и пятое места в 1958 и 1961 соответственно), то откровенно проваливалась (16 и 15 строчки в 1960 и 1964). 14 июля 1964 года компания «Симменталь» объявила, что прекращает спонсирование проекта, клубу было возвращено название «Монца».
Несмотря на то, что финансовые показатели «Монцы» были на стабильно хорошем уровне, инвесторы не проявляли интерес к покупке клуба. Сада был вынужден остаться в президентском кресле. В сезоне 1964/65 команда с трудом избежала вылета, но в 1966 всё же выбыла в Серию С. Во втором по классу дивизионе «Монца» играла 15 лет подряд. Тем не менее, уже через год «бьянкоросси» смогли вернуться обратно.

### Борьба за выход в Серию А (1969—1980)

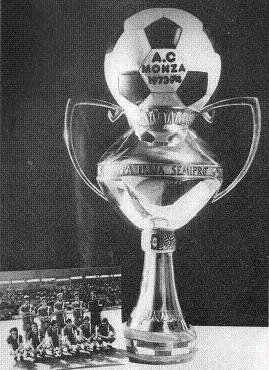
Кубок Италии среди полупрофессионалов, выигранный «Монцой» в 1974 году

Через три года после возвращения в Серию Б, в сезоне 1969/70, «Монца» имела хорошие шансы выйти в высшую лигу. Под руководством тренера Луиджи Радиче коллектив находился в верхней части таблицы. В предпоследнем туре команда для продолжения борьбы за повышение в классе должна была обыгрывать занимавший первое место «Варезе». Матч состоялся 7 июня 1970 года, «бьянкоросси» быстро завладели преимуществом благодаря голу Роберто Кареми на второй минуте, однако затем пропустили два мяча и потеряли шансы на выход в Серию А.
В середине 1972 года президентом клуба стал Джованни Каппеллетти, и в первом же сезоне после его прихода «Монца» выбыла в Серию C. Более успешно команда выступала в полупрофессиональном Кубке, выиграв его в 1974 и 1975 и уступив в его финале в 1976. В сезоне 1975/76 «Монца» за пять туров до конца чемпионата обеспечила себе выход в Серию Б. 19 июня 1976 года «бьянкоросси» завоевали Англо-итальянский кубок, обыграв «Уимблдон» с минимальным счётом. Гол забил Франческо Касагранде.
В конце 1970-х «Монца» несколько раз была близка к тому, чтобы выйти в Серию А. В сезоне 1976/77 клуб упустил эту возможность, проиграв в последнем туре «Модене» со счётом 1:2 из-за автогола на 81-й минуте. В следующем розыгрыше ситуация повторилась: «бьянкоросси» потеряли шансы на выход в предпоследнем матче. По итогам сезона 1978/79 «Монца» набрала одинаковое с «Пескарой» количество очков, и в дополнительном поединке уступила соперникам 0:2. Сезон 1979/80 стал последним для Каппеллетти. «Монца» в нём за четыре тура до конца занимала третье место, давашее право на переход в Серию А, но поражения от «Чезены» и «Брешии» отбросили «бело-красных» на пятую строчку.

### Президентство Валентино Джамбелли (1980—1999)

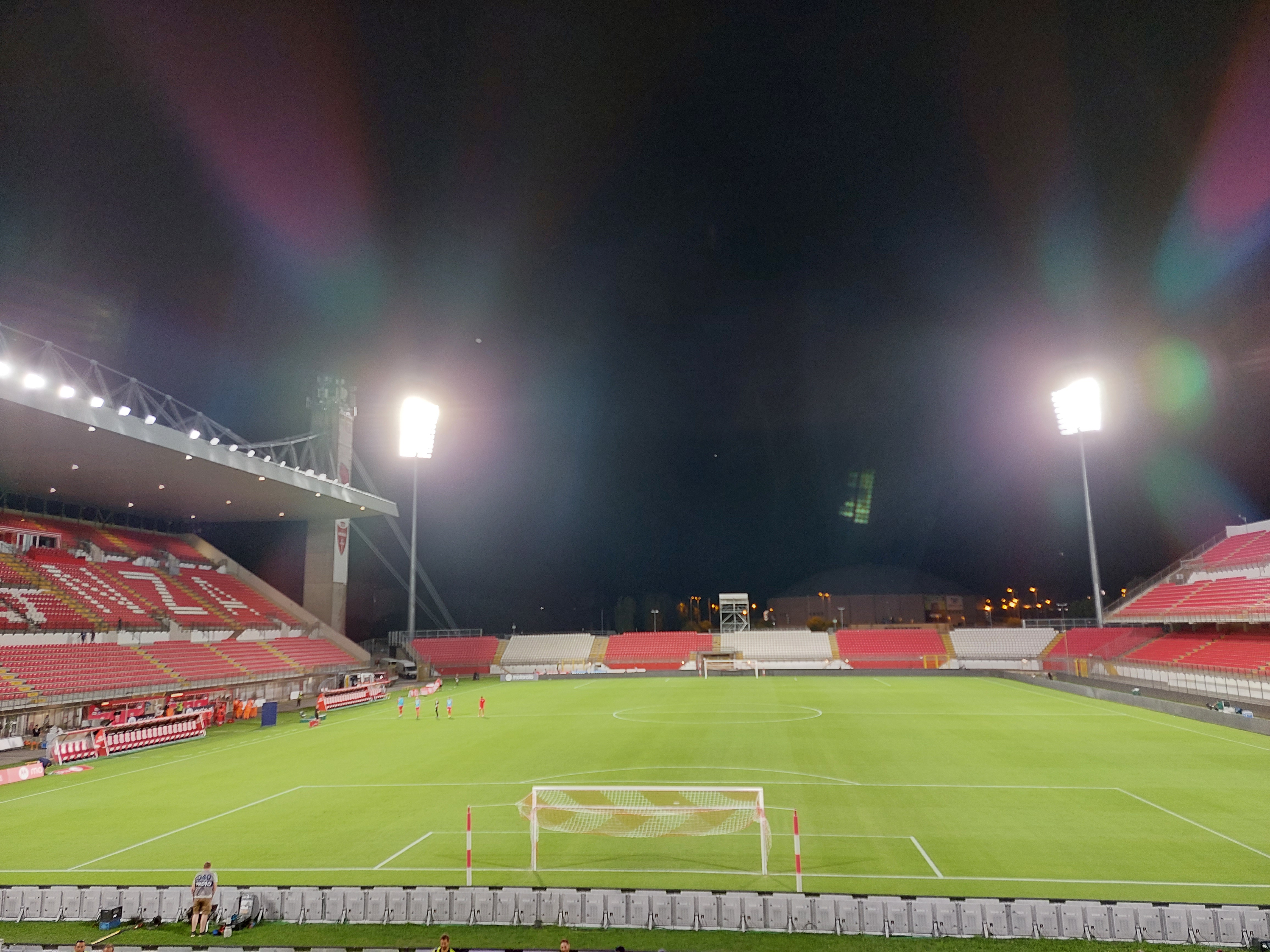
«Стадио Бриантео» — домашний стадион «Монцы» с 1988 года

Следующим президентом «Монцы» стал Валентино Джамбелли. В сезоне 1980/81 клуб выбыл из Серии Б в Серию C1. Примечательно, что в том розыгрыше Серии Б участвовали такие клубы как «Лацио» и «Милан», так как их исключили из Серии А после коррупционного скандала. «Монца» в очередной раз смогла моментально вернуться во вторую по статусу лигу, успешно проведя сезон 1981/82 и выступала в ней вплоть до вылета из неё 1986 года.
В ходе розыгрыша Серии С1 1986/87 в составе «бьянкоросси» дебютировали молодые Алессандро Костакурта, Франческо Антониоли и Пьерлуиджи Казираги, ставшие впоследствии игроками сборной Италии. В сезоне 1987/88 «Монца» завоевала выход в Серию Б, а также третий кУбок Италии Серии C, победив в финале «Палермо» 2:1 по сумме двух матчей. Вторая встреча финала 11 июня стала последней для клуба на Стадионе Джино Альфонсо Садо. С августа 1988 года «Монца» начала проводить игры на новом «Стадио Бриантео». Первый матч на этой арене собрал более 10 тысяч зрителей, в нём «бьянкоросси» в рамках Кубка Италии одолели «Рому» — коллектив Серии А со счётом 2:1. Голы за «Монцу» забили Костакурта и Кармело Манкузо.
В сезоне 1988/89 «Монца» избежала вылета благодаря разнице мячей, но в следующем году клуб уступил «Мессине» и был понижен в классе. 13 июня 1991 года «бьянкоросси» взяли рекордный четвёртый Кубок Италии Серии C, в финале им противостоял «Палермо». В 1992 году «Монца» вернулась в Серию Б, но спустя два сезона снова выбыла в Серию C1.
В марте 1997 года Джамбелли подписал соглашение с руководством «Милана», по которому «Монца» становилась клубом-спутником «россонери». Это был первый подобный прецедент в Италии. В июне 1997 «бьянкоросси» обыграли «Карпи» со счётом 3:2 в финале плей-офф за повышение в классе. Тренировал команду Луиджи Радиче — наставник, уже выводивший её во вторую лигу за 30 лет до этого. Перед началом следующего сезона многие футболисты покинули «Монцу», а на смену им пришли члены академии «Милана». Команда закончила чемпионат внизу таблицы, едва избежав вылета.

### Годы нестабильности (1999—2018)
В апреле 1999 года после 19 лет нахождения в должности Джамбелли снял с себя полномочия президента клуба, будучи раскритикованным болельщиками за слишком тесное сотрудничество с «Миланом» и Адриано Галлиани лично. После ухода Джамбелли «Монца» прекратила сотрудничество с «россонери». Начался пятилетний период нестабильности, в течение которого у «Монцы» дважды менялся владелец. В 2001 году команда выбыла в Серию C1, а уже в следующем сезоне — в Серию C2 (четвёртый уровень). 31 декабря 2003 года коммуна Монцы прекратила подачу воды и газа на «Стадио Бриантео», так как клуб был не в состоянии оплачивать счета. Из-за этого «Монца» вынужденно провела несколько матчей в соседнем Сесто-Сан-Джованни.
18 марта 2004 года «Монца» была объявлена банкротом. 3 июня того же года клуб был куплен вице-президентом «Аталанты» Джаном Баттистой Бегнини и переименован в A.C. Monza Brianza 1912. По итогам розыгрыша Серии C2 команда смогла выйти в Серию C1. В следующих двух сезонах «Монца» была близка к возвращению в Серию Б, но оба раза уступала в финале плей-офф.
13 июля 2009 Бегнини продал клуб холдингу PaSport, который возглавлял Кларенс Зеедорф. Однако уже в 2013 году после вылета «Монцы» из Серии C1 владельцем клуба стал Энтони Армстронг Эмери. Несмотря на обещания улучшить финансовое положение, новый владелец не смог исполнить обещания, и 12 декабря 2014 года Деннис Бингэм приобрёл «Монцу» за символическую сумму в €1. От нового президента болельщики сразу же потребовали закрыть все долги перед игроками и персоналом.
После очередной продажи клуба в марте 2015 года «Монца» смогла избежать вылета в низшую лигу, переиграв в плей-офф «Порденоне». Тем не менее, 27 мая клуб был объявлен банкротом. 2 июля Никола Коломбо приобрёл «Монцу»; коллектив заявили для участия в Серии Д. В сезоне 2015/16 команда заняла место в середине таблицы, а в 2017 году под руководством Марко Дзаффарони смогла выйти в Серию C.

### Эпоха Берлускони. Выход в Серию А (2018—н.в.)

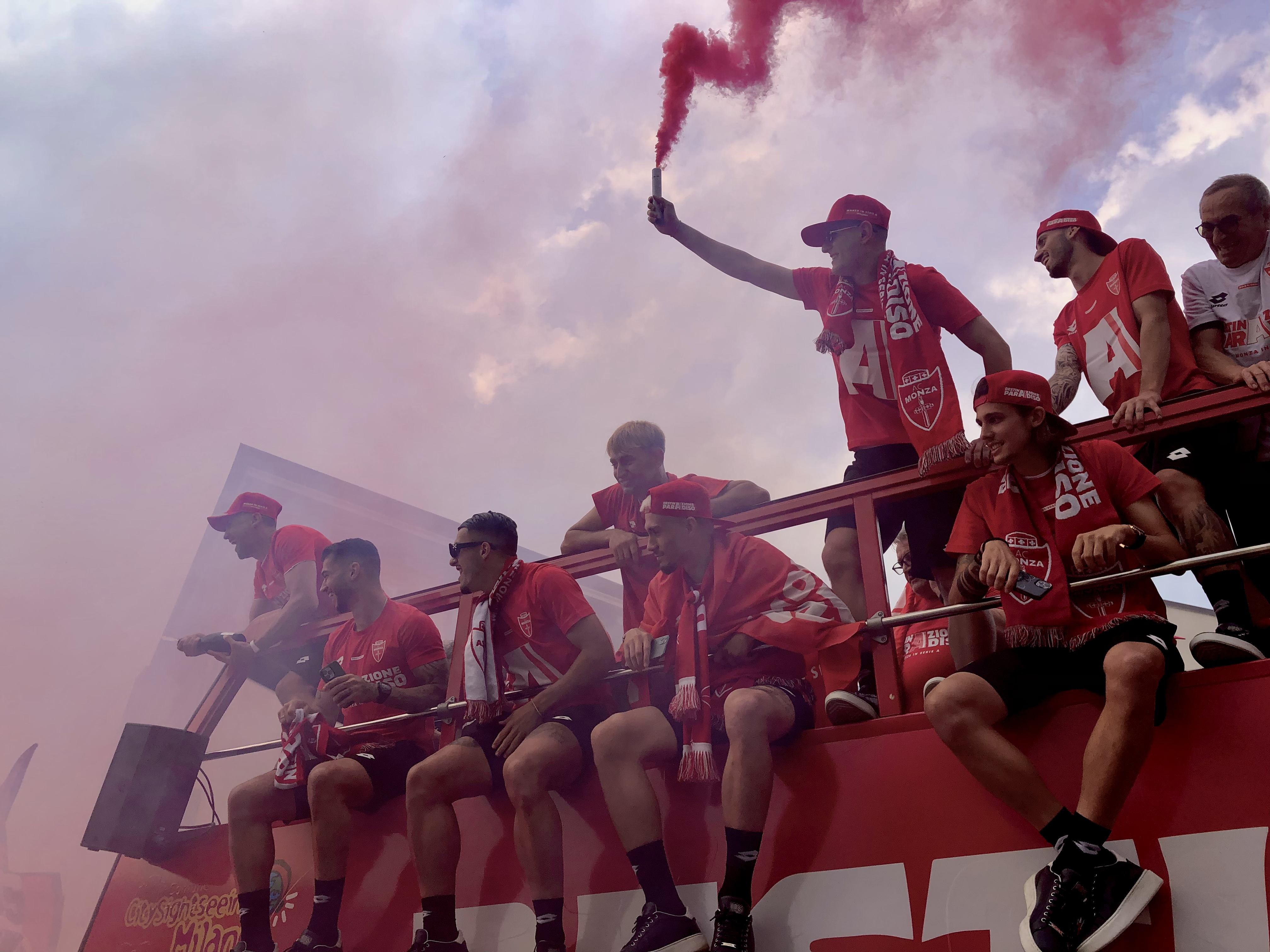
Игроки «Монцы» празднуют выход в Серию А в 2022 году

28 сентября 2018 года компания Fininvest, возглавляемая бывшим президентом «Милана» Сильвио Берлускони, объявило о приобретении «Монцы». В новый совет директоров вошёл, помимо прочих, бывший генеральный директор «россонери» Адриано Галлиани, с которым «красно-чёрные» добились колоссальных успехов. По оценке Forbes, Берлускони стал самым богатым владельцем клуба в Италии и девятым среди владельцев со всего мира. Его состояние оценивалось в $7,6 миллиарда. Тренером клуба стал Кристиан Брокки.
В первом сезоне команда заняла пятое место в Серии C и вышла в финал Кубка Италии Серии C, где уступила «Витербезе». 1 июля 2019 года клубу было возвращено историческое название (A.C. Monza). Чтобы выйти в Серию Б, команда пополнилась опытными футболистами, имевшими опыт игры в Серии А. В марте 2020 года «бьянкоросси» занимали первую строчку турнирной таблицы, имея 16-очковый отрыв от второго места. Тогда же Итальянская федерация футбола приостановила все соревнования из-за пандемии коронавируса, а 8 июня футбольные власти формально объявили «Монцу» чемпионом. Клуб спустя 19 лет получил право выступать в Серии Б.
По прогнозам букмекеров «Монца» была фаворитом Серии Б. Первую половину сезона клуб завершил на второй строчке, а по итогам турнира спустился ещё на одну позицию вниз. В полуфинале «бьянкоросси» уступили «Читтаделле» по сумме двух матчей (2:3). Брокки был уволен, тренером коллектива стал Джованни Строппа. «Монца» установила антирекорд страны, проведя 40 сезонов в Серии Б и ни разу не добившись выхода в Серию А
В последнем матче сезона 2021/22 «Монца» проиграла «Перудже» и потеряла возможность выйти в Серию А напрямую. В полуфинале плей-офф за повышение в классе команда одолела «Брешию». В финале она встречалась с «Пизой». Первый поединок «Монца» выиграла со счётом 2:1, а в ответном матче сильнее были соперники (3:2). В дополнительное время футболисты «бьянкоросси» забили два гола и завоевали право выступать в высшей лиге Италии. Важную роль в успехе «Монцы» сыграл нападающий Кристиан Гюткьер, отличившийся в плей-офф пятью мячами
13 августа 2022 года «Монца» провела первый матч в Серии А, уступив в нём «Торино» (1:2). Дебютный гол «бело-красных» в высшем дивизионе забил Дани Мота. Клуб неудачно стартовал и первые очки набрал только в шестом туре, сыграв вничью с «Сампдорией». Из-за неудачных результатов Строппа был уволен, а на его место пришёл Раффаэле Палладино. 18 сентября «Монца» впервые выиграла матч в Серии А. Её соперником в нём был туринский «Ювентус», встреча завершилась со счётом 1:0. Единственный гол забил Гюткьер.

## Текущий состав
| 21 | Флаг Италии       | Вр  | Сэмуэдь Пицциньякко    | 2001 |  |  |  |  |  |
| 30 | Флаг Италии       | Вр  | Стефано Турати         | 2001 |  |  |  |  |  |
| 69 | Флаг Италии       | Вр  | Андреа Мацца           | 2004 |  |  |  |  |  |
|    |                   |     |                        |      |  |  |  |  |  |
| 2  | Флаг Швеции       | Защ | Арвид Брорссон         | 1999 |  |  |  |  |  |
| 3  | Флаг Сербии       | Защ | Стефан Лекович         | 2004 |  |  |  |  |  |
| 4  | Флаг Италии       | Защ | Армандо Иццо           | 1992 |  |  |  |  |  |
| 5  | Флаг Италии       | Защ | Лука Кальдирола        | 1991 |  |  |  |  |  |
| 13 | Флаг Португалии   | Защ | Педру Перейра          | 1998 |  |  |  |  |  |
| 19 | Флаг Италии       | Защ | Самуэле Биринделли     | 1999 |  |  |  |  |  |
| 22 | Флаг Аргентины    | Защ | Томас Паласиос         | 2003 |  |  |  |  |  |
| 33 | Флаг Италии       | Защ | Данило Д’Амброзио      | 1988 |  |  |  |  |  |
| 44 | Флаг Италии       | Защ | Андреа Карбони         | 2001 |  |  |  |  |  |
| 77 | Флаг Греции       | Защ | Йоргос Кирьякопулос    | 1996 |  |  |  |  |  |
|    |                   |     |                        |      |  |  |  |  |  |
| 6  | Флаг Италии       | ПЗ  | Роберто Гальярдини     | 1994 |  |  |  |  |  |
| 7  | Флаг Кот-д’Ивуара | ПЗ  | Жан-Даниэль Акпа-Акпро | 1992 |  |  |  |  |  |
| 8  | Флаг Польши       | ПЗ  | Кацпер Урбански        | 2004 |  |  |  |  |  |

| 11 | Флаг Италии           | ПЗ  | Гаэтано Кастровилли | 1997 |  |  |  |  |  |
| 12 | Флаг Италии           | ПЗ  | Стефано Сенси       | 1995 |  |  |  |  |  |
| 18 | Флаг Италии           | ПЗ  | Кевин Дзероли       | 2005 |  |  |  |  |  |
| 32 | Флаг Италии           | ПЗ  | Маттео Пессина      | 1997 |  |  |  |  |  |
| 42 | Флаг Италии           | ПЗ  | Алессандро Бьянко   | 2002 |  |  |  |  |  |
| 47 | Флаг Италии           | ПЗ  | Леонардо Коломбо    | 2005 |  |  |  |  |  |
|    |                       |     |                     |      |  |  |  |  |  |
| 10 | Флаг Италии           | Нап | Джанлука Капрари    | 1993 |  |  |  |  |  |
| 17 | Флаг Сенегала         | Нап | Кейта Бальде        | 1995 |  |  |  |  |  |
| 20 | Флаг Англии           | Нап | Омари Форсон        | 2004 |  |  |  |  |  |
| 35 | Флаг Республики Конго | Нап | Сильвер Ганвула     | 1996 |  |  |  |  |  |
| 37 | Флаг Италии           | Нап | Андреа Петанья      | 1995 |  |  |  |  |  |
| 47 | Флаг Португалии       | Нап | Дани Мота           | 1998 |  |  |  |  |  |
| 55 | Флаг Италии           | Нап | Кевин Мартинс       | 2005 |  |  |  |  |  |
| 80 | Флаг Италии           | Нап | Самуэле Виньято     | 2004 |  |  |  |  |  |
| 84 | Флаг Италии           | Нап | Патрик Чюррия       | 1995 |  |  |  |  |  |

## Зал славы «Монцы»
Список игроков, тренеров и функционеров, включённых в Зал славы клуба, представленный на официальном сайте:
- Франческо Антониоли (1986—1988)
- Эваристо Беккалосси (1985—1986)
- Ариеда Брайда[d] (1975—1977)
- Марко Бранка (2000—2001)
- Рубен Буриани (1974—1977)
- Пьерлуиджи Казираги[e] (1985—1989)
- Лучано Кастеллини (1965—1970)
- Алессандро Костакурта (1986—1987)
- Вальтер Де Векки (1975—1978)
- Луиджи Ди Бьяджо (1989—1992)
- Патрис Эвра (1999—2000)
- Маурицио Ганц (1988—1989)
- Жан-Франсуа Жилле (1999—2000)
- Нильс Лидхольм[f] (1968—1969)
- Даниэле Массаро (1978—1981)
- Паоло Монелли (1978—1981)
- Эмилиано Мондонико (1970—1971)
- Джулио Нучари (1988—1989)
- Давиде Пинато (1983—1988)
- Феличе Пуличи (1977—1978)
- Луиджи Радиче[f] (1969—1970)
- Ансельмо Роббьяти (1987—1993, 2004—2005)
- Фульвио Саини[e] (1980—1998)
- Клаудио Сала (1965—1967)
- Патрицио Сала[e] (1973—1975)
- Джованни Строппа[g] (1987—1989)
- Джулиано Терранео (1974—1977)
- Марко Дзаффарони[g] (2004—2008)

## Список главных тренеров
Ниже представлен список всех тренеров, возглавлявших «Монцу»:
- Технический комитет (1912—1927)
- Чезаре Ловати (1928—1929)
- Этторе Рейнауди (1929—1930)
- Технический комитет (1930—1935)
- Леопольдо Конти (1935—1936)
- Сильвио Штрицель (1936—1937)
- Анджело Альбертони (1937—1938)
- Леопольдо Конти (1938—1939)
- Алессандро Скариони (1939—1940)
- Анджело Пиффарерио (1940—1942)
- Марио Антониоли (1942—1943)
- Анджело Пиффарерио (1945—1947)
- Луиджи Бониццони (1947—1948)
- Оресте Барале (1948—1949)
- Аннибале Фросси (1949—1953)
- Фиораванте Бальди(1953—1954)
- Карло Альберто Куарио (1954—1955)
- Пьетро Рава (1955—1956)
- Эральдо Мондзельо (1956)
- Бруно Аркари (1956—1958)
- Пьетро Рава (1958—1959)
- Манило Чиполла (1959)
- Аттило Коссовель (1959—1960)
- Уго Ламанна (1960—1964)
- Витторио Маладжоли (1964—1965)
- Винченцо Ригамонти (1965—1966)
- Бруно Дацци (1966)
- Луиджи Радиче (1966—1968)
- Бруно Дацци (1968)
- Нильс Лидхольм (1968—1969)
- Луиджи Радиче (1969—1971)
- Франко Виванти (1971—1973)
- Джино Пивателли (1973)
- Марио Давид (1973—1975)
- Альфредо Маньи (1975—1980)
- Серджио Карпанези (1980)
- Ламберто Джорджис (1980—1981)
- Франко Фонтана (1981—1982)
- Гидо Маццетти (1982—1983)
- Альфредо Маньи (1983—1986)
- Паоло Карози (1986)
- Антонио Пасинато (1986—1987)
- Пьерлуиджи Фросио (1987—1990)
- Франко Варрелла (1990—1991)
- Джованни Траинини (1991—1993)
- Недо Сонетти (1993—1994)
- Симоне Больдини (1994—1996)
- Джорджо Руминьяни (1996—1997)
- Луиджи Радиче (1997)
- Бруно Больки (1997—1998)
- Пьерлуиджи Фросио (1998—2000)
- Роберто Антонелли (2000—2001)
- Гаэтано Сальвемини (2001)
- Симоне Больдини (2001)
- Романо Каццанига (2001)
- Роберто Антонелли (2001—2002)
- Романо Каццанига (2002)
- Симоне Больдини (2002)
- Оскар Пиантони (2002—2003)
- Массимо Педраццини (2003—2004)
- Джованни Траинини (2004—2005)
- Антонио Сала (2005)
- Джулиано Сондзоньи (2005—2007)
- Джованни Пальяри (2007—2008)
- Дарио Марколин (2008)
- Джулиано Сондзоньи(2008—2009)
- Роберто Чеволи (2009—2010)
- Алессио Де Петрилльо (2010)
- Коррадо Варделли (2010—2011)
- Джанфранко Мотта (2011—2012)
- Антонио Аста (2012—2014)
- Фульвио Пеа (2014—2015)
- Алессио Дельпьяно (2015—2016)
- Сандро Сальвиони (2016)
- Алессио Дельпьяно (2016)
- Марко Дзаффарони (2016—2018)
- Кристиан Брокки (2018—2021)
- Джованни Строппа (2021—2022)
- Раффаэле Палладино (2022—2024)
- Алессандро Неста (2024)
- Сальваторе Боккетти (2024—н. в.)

## Достижения

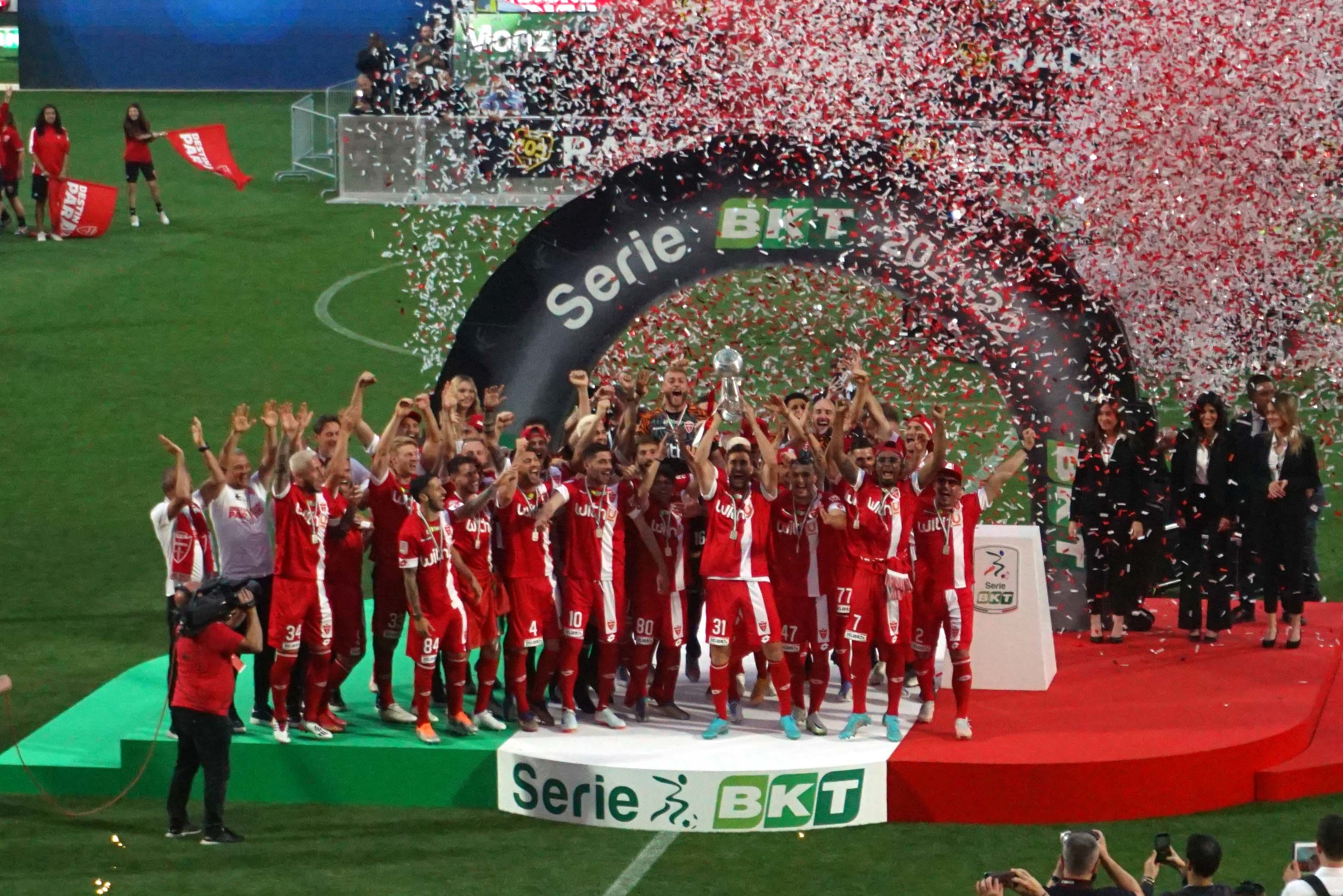
Игроки «Монцы» празднуют плей-офф Серии Б в 2022 году

### Лига
- Серия C (третий уровень)
  - Победитель (4): 1950/51 (Группа A), 1966/67 (Группа A), 1975/76 (Группа A), 2019/20 (Группа A)
- Второй Дивизион (третий уровень)
  - Победитель: 1926/27
- Серия D (четвёртый уровень)
  - Победитель: 2016/17 (Группа B)

### Кубок
- Кубок Италии Серии C[b]
  - Победитель (4; рекорд): 1973/74[h], 1974/75[h], 1987/88, 1990/91
- Скудетто Серии D
  - Победитель: 2016/17

### Международные
- Англо-итальянский кубок
  - Победитель: 1976

### Другие достижения
- Серия B (второй уровень)
  - Победитель плей-офф: 2021/22
- Кубок Италии Серии C[b]
  - Финалист (4): 1975/76, 1995/96, 2013/14, 2018/19
- Англо-итальянский кубок
  - Финалист: 1975

## Форма

### Домашняя
| 2018/19 | 2019/20 | 2020/21 | 2021/22 | 2022/23 | 2023/24 | 2024/25 |

### Гостевая
| 2018/19 | 2019/20 | 2020/21 | 2021/22 | 2022/23 | 2023/24 | 2023/24 |

### Резервная
| 2018/19 | 2019/20 | 2020/21 | 2021/22 | 2022/23 | 2023/24 | 2024/25 |

Источники:,